# My Little Pony Crystal Princess: The Runaway Rainbow
My Little Pony Crystal Princess: The Runaway Rainbow es un videojuego de aventura y lógica desarrollado por Webfoot Technologies y publicado por THQ bajo licencia de Hasbro. El juego fue lanzado para Game Boy Advance el 13 de septiembre de 2006, solamente en Norteamérica se basa en la película homónima.
- Datos: Q50681759